# Hertha Berliner Sport-Club 2005-2006
Questa voce raccoglie le informazioni riguardanti l'Hertha Berliner Sport-Club nelle competizioni ufficiali della stagione 2005-2006.

## Stagione
Nella stagione 2005-2006 l'Hertha Berlino, allenato da Falko Götz, concluse il campionato di Bundesliga al 6º posto. In Coppa di Germania l'Hertha Berlino fu eliminato agli ottavi di finale dallo St. Pauli. In Coppa di Lega l'Hertha Berlino fu eliminato al turno preliminare dallo Stoccarda. In Coppa UEFA l'Hertha Berlino fu eliminato al terzo turno dal Rapid Bucarest.

## Rosa
| N. |                                | Ruolo | Calciatore         |
| -- | ------------------------------ | ----- | ------------------ |
| 1  | Germania (bandiera)            | P     | Gerhard Tremmel    |
| 3  | Germania (bandiera)            | D     | Arne Friedrich     |
| 4  | Paesi Bassi (bandiera)         | D     | Dick van Burik     |
| 5  | Croazia (bandiera)             | C     | Niko Kovač         |
| 6  | Brasile (bandiera)             | C     | Gilberto           |
| 7  | Turchia (bandiera)             | C     | Yıldıray Baştürk   |
| 8  | Ungheria (bandiera)            | C     | Pál Dárdai         |
| 9  | Serbia e Montenegro (bandiera) | A     | Marko Pantelić     |
| 10 | Brasile (bandiera)             | C     | Marcelinho Paraíba |
| 11 | Paesi Bassi (bandiera)         | A     | Ellery Cairo       |
| 12 | Germania (bandiera)            | P     | Christian Fiedler  |
| 14 | Croazia (bandiera)             | D     | Josip Šimunić      |
| 16 | Iran (bandiera)                | A     | Ashkan Dejagah     |
| 17 | Germania (bandiera)            | D     | Alexander Madlung  |
| 19 | Germania (bandiera)            | C     | Andreas Schmidt    |

| N. |                                 | Ruolo | Calciatore            |
| -- | ------------------------------- | ----- | --------------------- |
| 20 | Germania (bandiera)             | C     | Andreas Neuendorf     |
| 21 | Nigeria (bandiera)              | A     | Solomon Okoronkwo     |
| 22 | Germania (bandiera)             | D     | Oliver Schröder       |
| 25 | Rep. Ceca (bandiera)            | A     | Václav Svěrkoš        |
| 27 | Ghana (bandiera)                | C     | Kevin-Prince Boateng  |
| 28 | Tunisia (bandiera)              | C     | Sofian Chahed         |
| 29 | Germania (bandiera)             | D     | Malik Fathi           |
| 32 | Germania (bandiera)             | C     | Thorben Marx          |
| 33 | Danimarca (bandiera)            | P     | Kevin Stuhr Ellegaard |
| 34 | Bosnia ed Erzegovina (bandiera) | C     | Sejad Salihović       |
| 35 | Rep. del Congo (bandiera)       | D     | Christopher Samba     |
| 36 | Germania (bandiera)             | D     | Pascal Bieler         |
| 37 | Germania (bandiera)             | C     | Christian Müller      |
| 41 | Germania (bandiera)             | D     | Jérôme Boateng        |

## Organigramma societario
Area tecnica
- Allenatore: Falko Götz
- Allenatore in seconda: Andreas Thom
- Preparatore dei portieri: Nello di Martino, Enver Marić
- Preparatori atletici: David de Mel

## Calciomercato

### Sessione estiva
| Acquisti | Acquisti              | Acquisti                  | Acquisti |
| R.       | Nome                  | da                        | Modalità |
| -------- | --------------------- | ------------------------- | -------- |
| A        | Marko Pantelić        | Stella Rossa              |          |
| C        | Kevin-Prince Boateng  | Hertha Berlino (juniores) |          |
| A        | Ellery Cairo          | Friburgo                  |          |
| P        | Kevin Stuhr Ellegaard | Blackpool                 |          |

| Cessioni | Cessioni         | Cessioni              | Cessioni |
| R.       | Nome             | da                    | Modalità |
| -------- | ---------------- | --------------------- | -------- |
| C        | Alexander Ludwig | Dinamo Dresda         |          |
| D        | Dennis Cagara    | Dinamo Dresda         |          |
| A        | İlhan Mansız     | Ankaragücü            |          |
| D        | Marko Rehmer     | Eintracht Francoforte |          |

### Sessione invernale
| Acquisti | Acquisti       | Acquisti            | Acquisti |
| R.       | Nome           | da                  | Modalità |
| -------- | -------------- | ------------------- | -------- |
| A        | Václav Svěrkoš | Borussia M'gladbach |          |

| Cessioni | Cessioni         | Cessioni            | Cessioni |
| R.       | Nome             | da                  | Modalità |
| -------- | ---------------- | ------------------- | -------- |
| A        | Nando Rafael     | Borussia M'gladbach |          |
| A        | Artur Wichniarek | Arminia Bielefeld   |          |

## Risultati

### Bundesliga

#### Girone di andata
| Arbitro: | Kircher |

|                          |           |                                   |
| Dabrowski 66’ Tarnat 87’ | Marcatori | 49’ (rig.) Paraíba 54’ Wichniarek |

| Arbitro: | Schmidt |

|                                  |           |  |
| Schröder 53’ van Lent 78’ (aut.) | Marcatori |  |

| Arbitro: | Kinhöfer |

|                                   |           |  |
| Ballack 47’ Scholl 85’ Makaay 87’ | Marcatori |  |

| Arbitro: | Gagelmann |

|                                         |           |  |
| Friedrich 69’ Pantelić 75’ Gilberto 90’ | Marcatori |  |

| Gelsenkirchen 18 settembre 2005, ore 17:30 CEST 5ª giornata | Schalke 04 | 0 – 0 referto | Hertha Berlino | Veltins-Arena (60 740 spett.)\| Arbitro: \| Brych \| |
| Arbitro:                                                    | Brych      |               |                |                                                      |

| Arbitro: | Merk |

|                                           |           |                        |
| Pantelić 6’ Paraíba 71’ (rig.) Rafael 89’ | Marcatori | 33’ Grlić 51’ Biliškov |

| Arbitro: | Stark |

|  |           |             |
|  | Marcatori | 51’ Madlung |

| Arbitro: | Wagner |

|            |           |                         |
| Dárdai 48’ | Marcatori | 86’ Borowski 89’ Valdez |

| Arbitro: | Wack |

|                                    |           |  |
| Borges 14’ Westermann 30’ Zuma 52’ | Marcatori |  |

| Arbitro: | Kinhöfer |

|                              |           |               |
| Paraíba 6’, 34’ Pantelić 67’ | Marcatori | 71’ Friedrich |

| Arbitro: | Brych |

|                                 |           |                                 |
| Ljuboja 52’ Cacau 66’ Gómez 83’ | Marcatori | 8’ Cairo 67’ Rafael 76’ Paraíba |

| Arbitro: | Rafati |

|                                    |           |  |
| Paraíba 6’ Pantelić 48’ Rafael 52’ | Marcatori |  |

| Arbitro: | Fandel |

|                   |           |  |
| Smolarek 39’, 45’ | Marcatori |  |

| Arbitro: | Perl |

|                       |           |                              |
| Baştürk 68’ Kovač 76’ | Marcatori | 6’ Kahê 12’ (aut.) Friedrich |

| Arbitro: | Kircher |

|              |           |                         |
| Berbatov 22’ | Marcatori | 58’ Baştürk 64’ Paraíba |

| Arbitro: | Merk |

|                                          |           |             |
| van Burik 3’ (aut.) Mahdavikia 7’ (rig.) | Marcatori | 74’ Baştürk |

| Arbitro: | Rafati |

|             |           |            |
| Madlung 85’ | Marcatori | 54’ Saenko |

#### Girone di ritorno
| Arbitro: | Stark |

|               |           |               |
| van Burik 90’ | Marcatori | 13’ Dabrowski |

| Arbitro: | Weiner |

|           |           |             |
| Jones 58’ | Marcatori | 20’ Boateng |

| Berlino 7 febbraio 2006, ore 20:00 CET 20ª giornata | Hertha Berlino | 0 – 0 referto | Bayern Monaco | Stadio Olimpico (72 940 spett.)\| Arbitro: \| Fandel \| |
| Arbitro:                                            | Fandel         |               |               |                                                         |

| Arbitro: | Merk |

|             |           |                    |
| Hofland 63’ | Marcatori | 32’ (rig.) Paraíba |

| Arbitro: | Wack |

|             |           |                           |
| Madlung 33’ | Marcatori | 6’ Asamoah 45’ Bajramović |

| Arbitro: | Drees |

|                                 |           |             |
| Tararache 20’ (rig.) Lavrič 50’ | Marcatori | 68’ Baştürk |

| Arbitro: | Wagner |

|                   |           |                                           |
| Pantelić 56’, 83’ | Marcatori | 53’, 76’ Podolski 55’ Streller 87’ Scherz |

| Arbitro: | Fleischer |

|  |           |                                     |
|  | Marcatori | 53’ Boateng 76’ Paraíba 83’ Baştürk |

| Arbitro: | Schmidt |

|              |           |  |
| Pantelić 60’ | Marcatori |  |

| Arbitro: | Stark |

|                            |           |                   |
| Thurk 52’ (rig.) Casey 78’ | Marcatori | 41’, 89’ Pantelić |

| Arbitro: | Meyer |

|                         |           |  |
| Paraíba 46’, 69’ (rig.) | Marcatori |  |

| Arbitro: | Sippel |

|  |           |                           |
|  | Marcatori | 14’ Pantelić 26’ Gilberto |

| Berlino 15 aprile 2006, ore 15:30 CEST 30ª giornata | Hertha Berlino | 0 – 0 referto | Borussia Dortmund | Stadio Olimpico (65 662 spett.)\| Arbitro: \| Fandel \| |
| Arbitro:                                            | Fandel         |               |                   |                                                         |

| Arbitro: | Wack |

|                              |           |                       |
| Chahed 10’ (aut.) Broich 82’ | Marcatori | 16’ Baştürk 86’ Kovač |

| Arbitro: | Merk |

|             |           |                                                     |
| Paraíba 41’ | Marcatori | 5’ Juan 27’, 28’ Berbatov 63’ Ramelow 76’ Schneider |

| Arbitro: | Stark |

|                                                  |           |                          |
| Neuendorf 13’ Madlung 55’ Kovač 69’ Pantelić 72’ | Marcatori | 10’ Trochowski 19’ Lauth |

| Arbitro: | Wagner |

|                       |           |            |
| Vittek 30’ Saenko 86’ | Marcatori | 41’ Dárdai |

### Coppa di Germania
| Arbitro: | Wagner |

|                |           |                                     |
| Keïta 89’, 91’ | Marcatori | 7’ Friedrich 93’ Paraíba 102’ Kovač |

| Arbitro: | Meyer |

|                              |           |  |
| Fathi 35’ Cairo 51’ Marx 80’ | Marcatori |  |

| Arbitro: | Kircher |

|                                                       |           |                                       |
| Mazingu-Dinzey 45’ Luz 86’ Lechner 104’ Palikuca 109’ | Marcatori | 8’ Pantelić 40’ Gilberto 100’ Paraíba |

### Coppa di Lega
| Arbitro: | Stark |

|                                     |                      |                                          |
| Paraíba Marx Salihović Kovač Chahed | Tiri di rigore 3 – 4 | Hinkel Heldt Soldo Hitzlsperger Tomasson |

### Coppa UEFA

#### Preliminari
| Arbitro: | Kassai |

|  |           |                    |
|  | Marcatori | 90’ (rig.) Paraíba |

| Arbitro: | Vollquartz |

|                                  |           |              |
| Paraíba 14’ Rafael 25’ Cairo 59’ | Marcatori | 76’ Makrides |

#### Fase a gironi
| Arbitro: | De Velde |

|  |           |               |
|  | Marcatori | 67’ Neuendorf |

| Berlino 24 novembre 2005, ore 19:00 CET 2ª giornata | Hertha Berlino | 0 – 0 referto | Lens | Stadio Olimpico (18 514 spett.)\| Arbitro: \| Webb \| |
| Arbitro:                                            | Webb           |               |      |                                                       |

| Genova 30 novembre 2005, ore 20:45 CET 3ª giornata | Sampdoria   | 0 – 0 referto | Hertha Berlino | Stadio Luigi Ferraris (22 000 spett.)\| Arbitro: \| Benquerença \| |
| Arbitro:                                           | Benquerença |               |                |                                                                    |

| Berlino 15 dicembre 2005, ore 20:45 CET 4ª giornata | Hertha Berlino | 0 – 0 referto | Steaua Bucarest | Stadio Olimpico (15 603 spett.)\| Arbitro: \| Vink \| |
| Arbitro:                                            | Vink           |               |                 |                                                       |

#### Fase a eliminazione diretta
| Arbitro: | González |

|  |           |                  |
|  | Marcatori | 67’ (rig.) Negru |

| Arbitro: | Layec |

|                      |           |  |
| Niculae 54’ Buga 74’ | Marcatori |  |

## Statistiche

### Statistiche di squadra
| Competizione      | Punti | In casa | In casa | In casa | In casa | In casa | In casa | In trasferta | In trasferta | In trasferta | In trasferta | In trasferta | In trasferta | Totale | Totale | Totale | Totale | Totale | Totale | DR |
| Competizione      | Punti | G       | V       | N       | P       | Gf      | Gs      | G            | V            | N            | P            | Gf           | Gs           | G      | V      | N      | P      | Gf     | Gs     | DR |
| ----------------- | ----- | ------- | ------- | ------- | ------- | ------- | ------- | ------------ | ------------ | ------------ | ------------ | ------------ | ------------ | ------ | ------ | ------ | ------ | ------ | ------ | -- |
| Bundesliga        | 48    | 17      | 8       | 5       | 4       | 30      | 22      | 17           | 4            | 7            | 6            | 22           | 26           | 34     | 12     | 12     | 10     | 52     | 48     | +4 |
| Coppa di Germania | -     | 1       | 1       | 0       | 0       | 3       | 0       | 2            | 1            | 0            | 1            | 6            | 6            | 3      | 2      | 0      | 1      | 9      | 6      | +3 |
| Coppa di Lega     | -     | 1       | 0       | 1       | 0       | 0       | 0       | 0            | 0            | 0            | 0            | 0            | 0            | 1      | 0      | 1      | 0      | 0      | 0      | 0  |
| Coppa UEFA        | -     | 4       | 1       | 2       | 1       | 3       | 2       | 4            | 2            | 1            | 1            | 2            | 2            | 8      | 3      | 3      | 2      | 5      | 4      | +1 |
| Totale            | 48    | 23      | 10      | 8       | 5       | 36      | 24      | 23           | 7            | 8            | 8            | 30           | 34           | 46     | 17     | 16     | 13     | 66     | 58     | +8 |

### Andamento in campionato
| Giornata  | 1 | 2 | 3 | 4 | 5 | 6 | 7 | 8 | 9 | 10 | 11 | 12 | 13 | 14 | 15 | 16 | 17 | 18 | 19 | 20 | 21 | 22 | 23 | 24 | 25 | 26 | 27 | 28 | 29 | 30 | 31 | 32 | 33 | 34 |
| --------- | - | - | - | - | - | - | - | - | - | -- | -- | -- | -- | -- | -- | -- | -- | -- | -- | -- | -- | -- | -- | -- | -- | -- | -- | -- | -- | -- | -- | -- | -- | -- |
| Luogo     | T | C | T | C | T | C | T | C | T | C  | T  | C  | T  | C  | T  | T  | C  | C  | T  | C  | T  | C  | T  | C  | T  | C  | T  | C  | T  | C  | T  | C  | C  | T  |
| Risultato | N | V | P | V | N | V | V | P | P | V  | N  | V  | P  | N  | V  | P  | N  | N  | N  | N  | N  | P  | P  | P  | V  | V  | N  | V  | V  | N  | N  | P  | V  | P  |
| Posizione | 7 | 6 | 8 | 5 | 6 | 4 | 4 | 5 | 7 | 6  | 6  | 5  | 5  | 5  | 5  | 5  | 5  | 5  | 5  | 5  | 5  | 7  | 8  | 10 | 6  | 6  | 5  | 5  | 5  | 6  | 6  | 6  | 6  | 6  |

Legenda:

Luogo: C = Casa; T = Trasferta. Risultato: V = Vittoria; N = Pareggio; P = Sconfitta.

### Statistiche dei giocatori
| Giocatore          | Bundesliga | Bundesliga | Bundesliga  | Bundesliga | Coppa di Germania | Coppa di Germania | Coppa di Germania | Coppa di Germania | Coppa di Lega | Coppa di Lega | Coppa di Lega | Coppa di Lega | Coppa UEFA | Coppa UEFA | Coppa UEFA  | Coppa UEFA | Totale   | Totale | Totale      | Totale     |
| Giocatore          | Presenze   | Reti       | Ammonizioni | Espulsioni | Presenze          | Reti              | Ammonizioni       | Espulsioni        | Presenze      | Reti          | Ammonizioni   | Espulsioni    | Presenze   | Reti       | Ammonizioni | Espulsioni | Presenze | Reti   | Ammonizioni | Espulsioni |
| ------------------ | ---------- | ---------- | ----------- | ---------- | ----------------- | ----------------- | ----------------- | ----------------- | ------------- | ------------- | ------------- | ------------- | ---------- | ---------- | ----------- | ---------- | -------- | ------ | ----------- | ---------- |
| Y. Baştürk         | 27         | 6          | 4           | 0          | 2                 | 0                 | 1                 | 0                 | 0             | 0             | 0             | 0             | 7          | 0          | 3           | 0          | 36       | 6      | 8           | 0          |
| P. Bieler          | 0          | 0          | 0           | 0          | 0                 | 0                 | 0                 | 0                 | 0             | 0             | 0             | 0             | 0          | 0          | 0           | 0          | 0        | 0      | 0           | 0          |
| J. Boateng         | 0          | 0          | 0           | 0          | 0                 | 0                 | 0                 | 0                 | 0             | 0             | 0             | 0             | 0          | 0          | 0           | 0          | 0        | 0      | 0           | 0          |
| K. Boateng         | 21         | 2          | 7           | 0          | 2                 | 0                 | 0                 | 0                 | 0             | 0             | 0             | 0             | 4          | 0          | 0           | 1          | 27       | 2      | 7           | 1          |
| E. Cairo           | 18         | 1          | 3           | 0          | 2                 | 1                 | 0                 | 0                 | 0             | 0             | 0             | 0             | 5          | 1          | 1           | 0          | 25       | 3      | 4           | 0          |
| S. Chahed          | 15         | 0          | 2           | 0          | 0                 | 0                 | 0                 | 0                 | 1             | 0             | 0             | 0             | 3          | 0          | 1           | 0          | 19       | 0      | 3           | 0          |
| A. Dejagah         | 3          | 0          | 0           | 0          | 0                 | 0                 | 0                 | 0                 | 0             | 0             | 0             | 0             | 3          | 0          | 0           | 0          | 6        | 0      | 0           | 0          |
| P. Dárdai          | 16         | 2          | 1           | 0          | 1                 | 0                 | 0                 | 0                 | 0             | 0             | 0             | 0             | 3          | 0          | 1           | 0          | 20       | 2      | 2           | 0          |
| M. Fathi           | 26         | 0          | 3           | 1          | 3                 | 1                 | 0                 | 0                 | 1             | 0             | 0             | 0             | 8          | 0          | 1           | 0          | 38       | 1      | 4           | 1          |
| C. Fiedler         | 29         | 0          | 1           | 0          | 2                 | 0                 | 0                 | 0                 | 0             | 0             | 0             | 0             | 8          | 0          | 0           | 0          | 39       | 0      | 1           | 0          |
| A. Friedrich       | 31         | 1          | 3           | 1          | 3                 | 1                 | 1                 | 0                 | 1             | 0             | 0             | 0             | 8          | 0          | 3           | 0          | 43       | 2      | 7           | 1          |
| G. Gilberto        | 23         | 2          | 2           | 2          | 1                 | 1                 | 1                 | 0                 | 0             | 0             | 0             | 0             | 5          | 0          | 0           | 0          | 29       | 3      | 3           | 2          |
| N. Kovač           | 28         | 3          | 8           | 0          | 3                 | 1                 | 0                 | 0                 | 1             | 0             | 0             | 0             | 4          | 0          | 1           | 0          | 36       | 4      | 9           | 0          |
| A. Ludwig          | 0          | 0          | 0           | 0          | 0                 | 0                 | 0                 | 0                 | 0             | 0             | 0             | 0             | 0          | 0          | 0           | 0          | 0        | 0      | 0           | 0          |
| A. Madlung         | 22         | 4          | 3           | 2          | 2                 | 0                 | 1                 | 0                 | 1             | 0             | 0             | 0             | 5          | 0          | 1           | 1          | 30       | 4      | 5           | 3          |
| T. Marx            | 8          | 0          | 2           | 0          | 3                 | 1                 | 0                 | 0                 | 1             | 0             | 0             | 0             | 3          | 0          | 0           | 0          | 15       | 1      | 2           | 0          |
| C. Müller          | 0          | 0          | 0           | 0          | 0                 | 0                 | 0                 | 0                 | 0             | 0             | 0             | 0             | 0          | 0          | 0           | 0          | 0        | 0      | 0           | 0          |
| A. Neuendorf       | 25         | 1          | 5           | 1          | 3                 | 0                 | 0                 | 0                 | 1             | 0             | 0             | 0             | 6          | 1          | 3           | 0          | 35       | 2      | 8           | 1          |
| S. Okoronkwo       | 11         | 0          | 0           | 0          | 2                 | 0                 | 0                 | 0                 | 0             | 0             | 0             | 0             | 6          | 0          | 1           | 0          | 19       | 0      | 1           | 0          |
| M. Pantelić        | 28         | 11         | 5           | 0          | 2                 | 1                 | 0                 | 0                 | 0             | 0             | 0             | 0             | 0          | 0          | 0           | 0          | 30       | 12     | 5           | 0          |
| M. Paraíba         | 32         | 12         | 5           | 1          | 3                 | 2                 | 0                 | 0                 | 1             | 0             | 0             | 0             | 8          | 2          | 1           | 0          | 44       | 16     | 6           | 1          |
| N. Rafael          | 12         | 3          | 2           | 0          | 1                 | 0                 | 0                 | 0                 | 1             | 0             | 0             | 0             | 5          | 1          | 0           | 0          | 19       | 4      | 2           | 0          |
| S. Salihović       | 0          | 0          | 0           | 0          | 0                 | 0                 | 0                 | 0                 | 1             | 0             | 0             | 0             | 0          | 0          | 0           | 0          | 1        | 0      | 0           | 0          |
| C. Samba           | 12         | 0          | 2           | 0          | 2                 | 0                 | 1                 | 0                 | 0             | 0             | 0             | 0             | 5          | 0          | 0           | 0          | 19       | 0      | 3           | 0          |
| A. Schmidt         | 1          | 0          | 0           | 0          | 0                 | 0                 | 0                 | 0                 | 0             | 0             | 0             | 0             | 1          | 0          | 0           | 0          | 2        | 0      | 0           | 0          |
| O. Schröder        | 18         | 1          | 1           | 0          | 1                 | 0                 | 0                 | 0                 | 1             | 0             | 1             | 0             | 2          | 0          | 0           | 0          | 22       | 1      | 2           | 0          |
| K. Stuhr Ellegaard | 0          | 0          | 0           | 0          | 0                 | 0                 | 0                 | 0                 | 0             | 0             | 0             | 0             | 0          | 0          | 0           | 0          | 0        | 0      | 0           | 0          |
| V. Svěrkoš         | 10         | 0          | 3           | 0          | 0                 | 0                 | 0                 | 0                 | 0             | 0             | 0             | 0             | 2          | 0          | 1           | 0          | 12       | 0      | 4           | 0          |
| G. Tremmel         | 5          | 0          | 0           | 0          | 1                 | 0                 | 0                 | 0                 | 1             | 0             | 0             | 0             | 0          | 0          | 0           | 0          | 7        | 0      | 0           | 0          |
| A. Wichniarek      | 3          | 1          | 0           | 0          | 0                 | 0                 | 0                 | 0                 | 1             | 0             | 0             | 0             | 0          | 0          | 0           | 0          | 4        | 1      | 0           | 0          |
| D. van Burik       | 25         | 1          | 2           | 0          | 2                 | 0                 | 0                 | 0                 | 0             | 0             | 0             | 0             | 4          | 0          | 0           | 0          | 31       | 1      | 2           | 0          |
| J. Šimunić         | 18         | 0          | 9           | 1          | 1                 | 0                 | 0                 | 0                 | 1             | 0             | 0             | 0             | 5          | 0          | 0           | 0          | 25       | 0      | 9           | 1          |